# IEEE 표준 협회
IEEE 표준 협회(IEEE Standards Association, IEEE SA, 정식 명칭: Institute of Electrical and Electronics Engineers Standards Association)는 전기전자공학자협회(IEEE) 내의 한 운영 단위로서, 전력, 에너지, 인공지능 시스템, 사물인터넷, 소비자기술, 전자제품, 바이오메디컬, 의료, 교육공학, 정보기술, 로봇공학, 전기 통신, 가정 자동화, 자동차, 교통, 가정 자동화, 나노 기술, 인포메이션 어슈런스, 이머징 테크놀로지 등 다양한 산업의 글로벌 기술 표준을 개발한다.
IEEE SA는 균형, 개방성, 공평한 절차, 합의 의사결정을 제공하는 프로그램을 통해 1세기 넘게 표준들을 개발해왔다. 전 세계 기술 전문가들은 IEEE 표준들의 개발에 참여한다.